# Carpi Football Club 1909 2016-2017
Questa voce raccoglie le informazioni riguardanti il Carpi Football Club 1909 nelle competizioni ufficiali della stagione 2016-2017.

## Stagione
Nella stagione 2016-2017 retrocesso in cadetteria dopo un solo anno di massima serie, il Carpi gioca inizialmente le gare casalinghe ancora al Braglia di Modena. Il ritorno al Sandro Cabassi avviene soltanto a metà ottobre, nella sfida con il Latina: entrambe le reti del (2-0) sono segnate dall'uomo-simbolo dei biancorossi, Antonio Di Gaudio. Gli emilani terminano la stagione regolare al settimo posto, guadagnando la partecipazione ai Play-off. Il turno preliminare oppone il Carpi al Cittadella, sconfitto (1-2) sul proprio campo.
Avversario in semifinale dei carpigiani è il Frosinone, anch'esso nella massima divisione l'anno prima, il match di andata si conclude senza reti, rimandando al ritorno l'esito del confronto. La seconda partita viene vinta (0-1) dagli uomini di Castori con una rete di Gaetano Letizia, nonostante l'inferiorità numerica di due giocatori. A questo punto, l'unico ostacolo verso l'immediato ritorno in A è il Benevento, debuttante assoluto nella serie cadetta. In uno stadio Cabassi che fa registrare il tutto esaurito, la prima sfida si conclude (0-0), a decidere la stagione sarà il ritorno, da disputare in casa dei sanniti. Sul loro campo, i giallorossi si impongono (1-0) conquistando una storica promozione, il gol decisivo è stato messo a segno dal giovane George Pușcaș, ex attaccante dell'Inter. A distanza di pochi giorni, il club biancorosso comunica di aver terminato il rapporto con Fabrizio Castori, l'allenatore lascia Carpi dopo un triennio, nel quale ha ottenuto una promozione e ne ha sfiorata un'altra. Nella Coppa Italia Tim Cup il Carpi nel secondo turno ha esordito superando (3-2) la Maceratese, poi nel terzo turno esce dal torneo perdendo (2-1) a Perugia.

## Divise e sponsor
Lo sponsor tecnico per la stagione 2016-2017 è Givova mentre lo sponsor ufficiale è Gaudì Jeans.
| Casa | Trasferta | Terza divisa |

## Organigramma societario
La disposizione delle sezioni e la presenza o meno di determinati ruoli può essere variata in base a spazi occupati e dati in possesso.
Area direttiva
- Presidente: Claudio Caliumi

Area tecnica
- Responsabile area tecnica: Giampiero Patrizi
- Allenatore: Fabrizio Castori
- Allenatore in seconda: Giandomenico Costi
- Collaboratore tecnico: Andrea Nuti, Davide Zanasi
- Preparatore/i atletico/i: Matteo Pantaleoni
- Preparatore dei portieri: Roberto Perrone

Area sanitaria
- Responsabile:
- Medici sociali: Vincenzo Tronci, Christos Tsatsis, Fabrizio Pinto
- Fisioterapista: Riccardo Levrini, Andrea Bolognesi, Davide Salati
- Osteopata: Christian Fieni
- Massaggiatori: Claudio Sternieri, Gianni Lodi

## Rosa
| N. |                     | Ruolo | Calciatore        |
| -- | ------------------- | ----- | ----------------- |
| 1  | Italia (bandiera)   | P     | Simone Colombi    |
| 2  | Slovenia (bandiera) | C     | Enej Jelenic      |
| 3  | Italia (bandiera)   | D     | Gaetano Letizia   |
| 4  | Italia (bandiera)   | C     | Alessio Sabbione  |
| 5  | Slovenia (bandiera) | D     | Aljaž Struna      |
| 6  | Italia (bandiera)   | D     | Riccardo Gagliolo |
| 7  | Italia (bandiera)   | C     | Fabio Concas      |
| 8  | Italia (bandiera)   | C     | Raffaele Bianco   |
| 9  | Italia (bandiera)   | A     | Giacomo Beretta   |
| 10 | Italia (bandiera)   | A     | Andrea Catellani  |
| 10 | Nigeria (bandiera)  | A     | Jerry Mbakogu     |
| 11 | Italia (bandiera)   | C     | Antonio Di Gaudio |
| 13 | Italia (bandiera)   | D     | Fabrizio Poli     |
| 14 | Italia (bandiera)   | A     | Alfredo Bifulco   |
| 15 | Italia (bandiera)   | A     | Kevin Lasagna     |

| N. |                     | Ruolo | Calciatore             |
| -- | ------------------- | ----- | ---------------------- |
| 16 | Gambia (bandiera)   | A     | Lamin Jawo             |
| 17 | Italia (bandiera)   | C     | Marco Crimi            |
| 18 | Svizzera (bandiera) | A     | Samuel Delli Carri     |
| 19 | Italia (bandiera)   | C     | Lorenzo Pasciuti       |
| 20 | Italia (bandiera)   | C     | Lorenzo Lollo          |
| 21 | Italia (bandiera)   | D     | Simone Romagnoli       |
| 22 | Serbia (bandiera)   | P     | Lazar Petković         |
| 23 | Italia (bandiera)   | D     | Leonardo Blanchard     |
| 24 | Senegal (bandiera)  | A     | Maodo Malick Mbaye     |
| 25 | Italia (bandiera)   | A     | Ferdinando Mastroianni |
| 26 | Italia (bandiera)   | A     | Michael De Marchi      |
| 27 | Slovenia (bandiera) | P     | Vid Belec              |
| 28 | Italia (bandiera)   | A     | Gianmario Comi         |
| 32 | Polonia (bandiera)  | D     | Igor Łasicki           |
| 97 | Italia (bandiera)   | P     | Andrea Liotti          |

## Risultati

### Campionato di Serie B

#### Girone di andata
| Arbitro: | Pezzuto (Lecce) |

|  |           |                        |
|  | Marcatori | 58’ Bifulco 68’ Bianco |

| Arbitro: | Baroni (Firenze) |

|               |           |           |
| Catellani 82’ | Marcatori | 70’ Falco |

| Arbitro: | Chiffi (Padova) |

|                |           |  |
| Mi. Djuric 84’ | Marcatori |  |

| Modena 16 settembre 2016 4ª giornata | Carpi                  | 0 – 0 | Frosinone | Stadio Alberto Braglia\| Arbitro: \| Manganiello (Pinerolo) \| |
| Arbitro:                             | Manganiello (Pinerolo) |       |           |                                                                |

| Arbitro: | Nasca (Bari) |

|                                |           |                        |
| Morosini 27’ A. Martinelli 35’ | Marcatori | 20’ Lasagna 50’ Struna |

| Arbitro: | Rapuano (Rimini) |

|                             |           |            |
| Crimi 16’ Bianco 69’ (rig.) | Marcatori | 66’ Caputo |

| Arbitro: | Illuzzi (Molfetta) |

|             |           |            |
| Lasagna 23’ | Marcatori | 83’ Eusepi |

| Arbitro: | Abisso (Palermo) |

|  |           |             |
|  | Marcatori | 47’ Lasagna |

| Arbitro: | Piccinini (Forlì) |

|                   |           |  |
| Di Gaudio 5’, 52’ | Marcatori |  |

| Arbitro: | La Penna (Roma) |

|                               |           |             |
| Zigoni 9’ Cerri 49’ Arini 69’ | Marcatori | 27’ Bifulco |

| Arbitro: | Minelli (Varese) |

|  |           |                               |
|  | Marcatori | 28’ (aut.) Brighi 84’ Lasagna |

| Arbitro: | Marini (Roma) |

|  |           |                  |
|  | Marcatori | 4’, 48’ Orsolini |

| Vercelli 5 novembre 2016 13ª giornata | Pro Vercelli        | 0 – 0 | Carpi | Stadio Silvio Piola\| Arbitro: \| Di Paolo (Avezzano) \| |
| Arbitro:                              | Di Paolo (Avezzano) |       |       |                                                          |

| Arbitro: | Mainardi (Bergamo) |

|             |           |                      |
| Lasagna 53’ | Marcatori | 51’ (rig.) Ardemagni |

| Arbitro: | Sacchi (Macerata) |

|                      |           |  |
| Basha 51’ Fedele 56’ | Marcatori |  |

| Arbitro: | Rapuano (Rimini) |

|                          |           |  |
| Catellani 8’ Lasagna 29’ | Marcatori |  |

| Arbitro: | Pinzani (Empoli) |

|  |           |                      |
|  | Marcatori | 38’ (rig.) Catellani |

| Arbitro: | Di Martino (Teramo) |

|             |           |             |
| Lasagna 51’ | Marcatori | 45’ Palumbo |

| Arbitro: | Saia (Palermo) |

|            |           |                           |
| Rosina 64’ | Marcatori | 52’ Di Gaudio 89’ Bifulco |

| Arbitro: | Pasqua (Tivoli) |

|             |           |               |
| Lasagna 14’ | Marcatori | 45+3’ Pazzini |

| Arbitro: | Marinelli (Tivoli) |

|                              |           |             |
| Galabinov 29’ G. Sansone 32’ | Marcatori | 22’ Lasagna |

#### Girone di ritorno
| Modena 21 gennaio 2017 22ª giornata | Carpi   | 0 – 0 | Vicenza | Stadio Alberto Braglia\| Arbitro: \| Pezzuto \| |
| Arbitro:                            | Pezzuto |       |         |                                                 |

| Arbitro: | Aureliano (Bologna) |

|                                    |           |  |
| Ceravolo 17’ (rig.), 45’ Falco 71’ | Marcatori |  |

| Arbitro: | Sacchi (Macerata) |

|                   |           |                       |
| Bianco 65’ (rig.) | Marcatori | 24’ Balzano 40’ Cocco |

| Arbitro: | Nasca (Bari) |

|               |           |  |
| Terranova 20’ | Marcatori |  |

| Arbitro: | Abisso (Palermo) |

|                         |           |                     |
| Lasagna 38’ Beretta 42’ | Marcatori | 47’ And. Caracciolo |

| Arbitro: | Manganiello (Pinerolo) |

|                          |           |  |
| Caputo 57’ Catellani 71’ | Marcatori |  |

| Pisa 28 febbraio 2017 28ª giornata | Pisa            | 0 – 0 | Carpi | Stadio Arena Garibaldi-Romeo Anconetani\| Arbitro: \| La Penna (Roma) \| |
| Arbitro:                           | La Penna (Roma) |       |       |                                                                          |

| Arbitro: | Pinzani (Empoli) |

|              |           |  |
| Di Gaudio 1’ | Marcatori |  |

| Arbitro: | Pasqua (Tivoli) |

|  |           |             |
|  | Marcatori | 70’ Mbakogu |

| Arbitro: | Nasca (Bari) |

|             |           |                                                  |
| Lasagna 54’ | Marcatori | 8’, 38’ Floccari 11’ (rig.) Antenucci 90’ Zigoni |

| Carpi 26 marzo 2017 32ª giornata | Carpi           | 0 – 0 | Perugia | Stadio Sandro Cabassi\| Arbitro: \| Pezzuto (Lecce) \| |
| Arbitro:                         | Pezzuto (Lecce) |       |         |                                                        |

| Arbitro: | Marini (Roma) |

|           |           |                           |
| Cacia 42’ | Marcatori | 44’ Gagliolo 87’ Sabbione |

| Carpi 4 aprile 2017 34ª giornata | Carpi                 | 0 – 0 | Pro Vercelli | Stadio Sandro Cabassi\| Arbitro: \| Abbattista (Molfetta) \| |
| Arbitro:                         | Abbattista (Molfetta) |       |              |                                                              |

| Arbitro: | La Penna (Roma) |

|                |           |  |
| Perrotta 90+3’ | Marcatori |  |

| Arbitro: | Aureliano (Bologna) |

|                                |           |  |
| Tonucci 19’ (aut.) Mbakogu 69’ | Marcatori |  |

| Arbitro: | Saia (Palermo) |

|                                                                  |           |            |
| Arrighini 20’ Iori 37’ (rig.) Valzania 67’ Paolucci 90+1’ (rig.) | Marcatori | 3’ Mbakogu |

| Arbitro: | Piccinini (Forlì) |

|                  |           |              |
| Lasagna 23’, 41’ | Marcatori | 48’ Coronado |

| Terni 29 aprile 2017 39ª giornata | Ternana           | 0 – 0 | Carpi | Stadio Libero Liberati\| Arbitro: \| Martinelli (Roma) \| |
| Arbitro:                          | Martinelli (Roma) |       |       |                                                           |

| Arbitro: | Ros (Pordenone) |

|                               |           |  |
| Bianco 73’ (rig.) Lasagna 75’ | Marcatori |  |

| Arbitro: | Pasqua (Tivoli) |

|          |           |             |
| Ganz 82’ | Marcatori | 35’ Letizia |

| Arbitro: | Ghersini (Genova) |

|                       |           |  |
| Concas 8’ Mbakogu 36’ | Marcatori |  |

### Play-off
| Arbitro: | Pasqua (Tivoli) |

|           |           |                       |
| Iunco 67’ | Marcatori | 33’ Lollo 65’ Mbakogu |

| Carpi 26 maggio 2017 Semifinale - Andata | Carpi           | 0 – 0 | Frosinone | Stadio Sandro Cabassi\| Arbitro: \| Pasqua (Tivoli) \| |
| Arbitro:                                 | Pasqua (Tivoli) |       |           |                                                        |

| Arbitro: | Ghersini (Genova) |

|  |           |             |
|  | Marcatori | 86’ Letizia |

| Carpi 4 giugno 2017 Finale - Andata | Carpi                  | 0 – 0 | Benevento | Stadio Sandro Cabassi\| Arbitro: \| Manganiello (Pinerolo) \| |
| Arbitro:                            | Manganiello (Pinerolo) |       |           |                                                               |

| Arbitro: | Pasqua (Tivoli) |

|            |           |  |
| Puscas 32’ | Marcatori |  |

### Coppa Italia
| Arbitro: | Piccinini (Forlì) |

|                                                 |           |                                  |
| Castellani 11’ (rig.), 47’ Marchetti 37’ (aut.) | Marcatori | 88’ Palmieri 90+5’ (rig.) Quadri |

| Arbitro: | Mariani (Aprilia) |

|                     |           |          |
| T. Bianchi 76’, 79’ | Marcatori | 65’ Comi |

## Statistiche

### Statistiche di squadra
| Competizione | Punti | In casa | In casa | In casa | In casa | In trasferta | In trasferta | In trasferta | In trasferta | Totale | Totale | Totale | Totale | Gf | Gs | D.R. |
| Competizione | Punti | G       | V       | P       | S       | G            | V            | P            | S            | G      | V      | P      | S      | Gf | Gs | D.R. |
| ------------ | ----- | ------- | ------- | ------- | ------- | ------------ | ------------ | ------------ | ------------ | ------ | ------ | ------ | ------ | -- | -- | ---- |
| Serie B      | 62    | 21      | 9       | 9       | 3       | 21           | 7            | 5            | 9            | 42     | 16     | 14     | 12     | 41 | 40 | 1    |
| Play-off     | -     | 2       | 0       | 2       | 0       | 3            | 2            | 0            | 1            | 5      | 2      | 2      | 1      | 3  | 2  | 1    |
| Coppa Italia | -     | 1       | 1       | 0       | 0       | 1            | 0            | 0            | 1            | 2      | 1      | 0      | 1      | 4  | 4  | 0    |
| Totale       | -     | 24      | 10      | 11      | 3       | 25           | 9            | 5            | 11           | 49     | 19     | 16     | 14     | 48 | 46 | 2    |